# Kenta Hasegawa
Kenta Hasegawa (長谷川 健太, Hasegawa Kenta, Shizuoka, 25 september 1965) is een Japans voormalig voetballer die als aanvaller speelde.

## Carrière
Hasegawa speelde tussen 1988 en 1999 voor Nissan Motors en Shimizu S-Pulse.

## Japans voetbalelftal
Hasegawa debuteerde in 1989 in het Japans nationaal elftal en speelde 27 interlands, waarin hij 4 keer scoorde.

## Statistieken
| Japans voetbalelftal | Japans voetbalelftal | Japans voetbalelftal |
| Jaar                 | Wed.                 | Dlp.                 |
| -------------------- | -------------------- | -------------------- |
| 1989                 | 11                   | 2                    |
| 1990                 | 6                    | 1                    |
| 1991                 | 0                    | 0                    |
| 1992                 | 0                    | 0                    |
| 1993                 | 5                    | 0                    |
| 1994                 | 2                    | 0                    |
| 1995                 | 3                    | 1                    |
| Totaal               | 27                   | 4                    |